# Hans Knop

Hans Knop (Zele, 10 december 1973) is een Belgisch lokaal politicus voor de christendemocratische partij CD&V. 
Knopt komt uit een politiek gezin. Zijn vader was ondervoorzitter van de toenmalige CVP en ook voorzitter van het ACW. Hij studeerde psychologie aan de Universiteit Gent. 
Na de gemeenteraadsverkiezingen van 2000 belandde Knop in de gemeenteraad van Zele. Hij was nationaal coördinator van JONGCD&V van 2004 tot 2009 en persverantwoordelijke van de CD&V-fractie in het Vlaams Parlement van 2009 tot 2019. Bij de gemeenteraadsverkiezingen van 2018 werd Knop verkozen met meer dan 3000 voorkeursstemmen. Zijn partij vormde een coalitie met Leefbaarder Zele en Knop werd in 2019 burgemeester. Hij is tevens ondervoorzitter van de intercommunale DDS.